# Topic (chocolat)
Pour les articles homonymes, voir Topic.

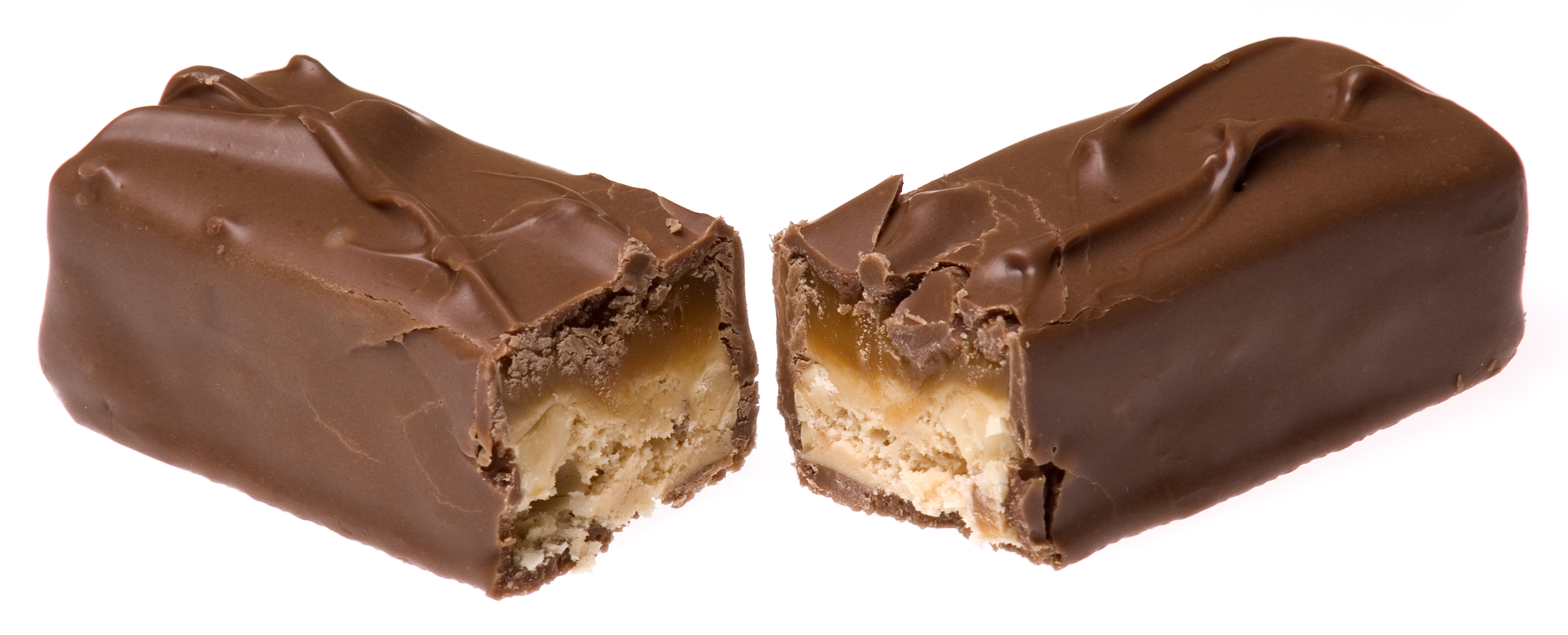
Barre chocolatée Topic coupée en deux.

Topic est une marque de barres chocolatées vendue par Mars Incorporated, fabriquée en France et en Angleterre et vendue partout en Europe et aux États-Unis. Topic contient des noisettes, du nougat et du caramel.

## Anecdotes
- Le personnage de fiction Arnold Rimmer de la série télévisée Britannique Red Dwarf mentionnait qu'il était la seule personne à pouvoir acheter une barre Topic avec aucune noisette à l'intérieur. Cette blague faisait référence au slogan publicitaire de la barre dans les années 1980 qui clamait qu'il y avait une noisette dans chaque bouchée (a hazelnut in every bite). Dans un autre épisode, quand Rimmer essaye de bavarder avec Lister pour l'empêcher de penser à la nourriture, il dit can't think of another topic (je n'arrive pas à trouver un autre sujet/topic), lui attirant la réplique suivante : don't talk about Topics, they're food! (Ne parle pas de Topics, c'est de la nourriture !).
- Une série de publicités radiophoniques pour la barre chocolatée en 2002 en Angleterre avait pour slogan A joy to eat, but a bitch to make. Ces publicités étaient jouées par les acteurs Simon Pegg et Mark Heap qui apparurent tous les deux dans la comédie britannique Les Allumés.
- Une blague anglophone du temps de la campagne a hazelnut in every bite était What has a hazelnut in every bite? Squirrel shit!